# Ambaixada romana (Numídia, 210 aC)
El Llegat romà va enviar una ambaixada romana a Numídia el 210 aC.
Les ambaixades estaven formades per un grup d'ambaixadors i tenien per missió portar missatges del Senat a estats estrangers. El seu nomenament era considerat un gran honor i només es concedia a homes il·lustres.
El senat romà va enviar tres diplomàtics al rei Sifax de Numídia el 210 aC, estava formada per:
- Luci Genuci
- Publi Peteli
- Publi Popil·li.